# Chunsoft
Chunsoft (チュンソフト, Chunsofuto) é um Desenvolvedor de Jogos Japonês especializada em console de RPGs. Ela foi fundada por Koichi Nakamura em 1984, um criador de jogos da Enix. Eles são conhecidos como os criadores da série Fushigi no Dungeon e da primeira parte da série Dragon Quest.
Seu nome deriva de Chun, o primeiro personagem da companhia Enix do jogo Door Door.

## Jogos Produzidos

### Game Boy
- Mysterious Dungeon: Shiren the Wanderer GB

### Game Boy Advance
- Kamaitachi no Yoru Advance
- Monster Battle Soccer
- Pokémon Mystery Dungeon: Red Rescue Team
- Shiren Monsters: Netsal
- Torneko's Great Adventure 2
- Torneko's Great Adventure 3

### Game Boy Color
- Mysterious Dungeon: Shiren the Wanderer GB2

### GameCube
- Homeland

### Nintendo 64
- Mysterious Dungeon: Shiren the Wanderer 2

### Nintendo Entertainment System
- Dragon Warrior I
- Dragon Warrior II
- Dragon Warrior III
- Dragon Warrior IV

### Nintendo 3DS
- Zero Escape: Virtue's Last Reward

### Nintendo DS
- BloodStorm
- Mysterious Dungeon: Shiren the Wanderer DS
- Pokémon Mystery Dungeon: Blue Rescue Team
- Pokémon Mystery Dungeon 2
- 999 - 9 Hours, 9 Persons, 9 Doors

### PlayStation
- Kamaitachi no Yoru
- Sound Novel Evolution 1 - Otogirisou Sosei-Hen
- Sound Novel Evolution 2 - Kamaitachi No Yoru -- Tokubetsu-Hen
- Sound Novel Evolution 3: Machi
- Torneko's Great Adventure 2 (The Last Hope)

### PlayStation 2
- 3 Nen B Gumi Kinpachi Sensei: Densetsu no Kyoudan ni Tate!
- 3 Nen B Gumi Kinpachi Sensei: Densetsu no Kyoudan ni Tate! Perfect Edition
- Kamaitachi no Yoru 2
- Kamaitachi no Yoru 3
- Torneko's Great Adventure 3

### PlayStation Portatil
- Kamaitachi no Yoru 2: Kangokushima no Warabe Uta
- Kamaitachi no Yoru 3
- Machi: Unmei no Kousaten
- Zero Escape: Virtue's Last Reward

### Super NES
- Dragon Quest V
- Kamaitachi no Yoru
- Fushigi no Dungeon 2: Furai no Shiren
- Torneko's Great Adventure